# Gabriel Wedderkop
Gabriel Wedderkop (* 9. Februar 1644 in Husum; † 18. September 1696 in Kiel) war ein deutscher evangelisch-lutherischer Geistlicher und Autor der Barockzeit.

## Leben und Werk
Wedderkops Vater Henning Wedderkopff war der Familiengeschichte zufolge zunächst Lieutenant in Wallensteins Kavallerie, habe auf den Adelstitel verzichtet und sich in Husum niedergelassen, wo er „mit Kupfer und anderen Sachen“ Handel trieb. Die Familie soll aus dem  Gelderland stammen. Gabriel war der jüngere Bruder des späteren schleswig-holsteinischen Staatsmannes Magnus von Wedderkop (1637–1721).
Seine Schulzeit verbrachte er in Husum, am Katharineum zu Lübeck, wo er von 1657 bis 1660 unter anderem bei dem Lehrer Justus Tribbechov weilte und in den beiden folgenden Jahren am Johanneum Lüneburg. Nach dem Tod seines Vaters 1662 studierte er an den Universitäten in Helmstedt, Marburg, Gießen, Heidelberg, Tübingen und Straßburg. In Tübingen lernte er Christoph Wölfflin kennen, in Straßburg hielt er drei Disputationen bei Balthasar Bebel.
Im Februar 1665 zog er zunächst nach Basel und dann nach Genf, um unter anderem unter François Turrettini Französisch zu lernen. Über Lyon gelangte er auf der Loire nach Orléans und arbeitete dann vier Monate in Bibliotheken in Paris. Nach seiner Rückkehr  zur Einweihung der Kieler Universität, wurde er Nachmittagsprediger bei Herzogin Maria Elisabeth von Sachsen, der auf dem Schloss vor Husum wohnenden Witwe des Herzogs Friedrich III. Auf ihre Empfehlung hin wurde Wedderkop 1668 Pastor an der Nikolaikirche in Treia.
Wedderkop war zweimal verheiratet. Seine erste Frau war Ida Langemaack, eine Cousine von Gregor Langemak. Langemaack starb nach der Heirat am 15. September 1668 bereits am 2. November 1670. Das Paar hatte zwei Kinder, von denen Marghareta Wedderkop nur 23 Wochen alt wurde und Michael Henning Wedderkop herzoglich-gottorfischer Legationssekretär am Kaiserhof in Wien.
1671 wurde er Diaconus (3. Pastor) an St. Nikolai in Kiel, wo er im selben Jahr zum Magister promoviert wurde. Ein Jahr später heiratete er Ursula Burchardi, eine Tochter des Pastors Matthias Burchardus, Enkelin von Anton Burchard und Stiefnichte seiner ersten Frau. Die beiden hatten sechs Töchter und fünf Söhne. Johann Caspar Wedderkop wurde Landschreiber in Garding und Matthias Gabriel Wedderkop (* 1685; † 1749) Pastor in Oldenswort. Über die Linie von Matthias Gabriel Wedderkop wurde er posthum Großvater von Margarete Elisabeth Wedderkopp, die ihrerseits Mutter von Philipp Gabriel Hensler war. Seine Tochter Anna Wedderkop war mit Professor Heinrich Muhlius, seinem Nachfolger als Hauptpastor, verheiratet. Seine Tochter Ida Auguste war mit dem lutherischen Theologen und Generalsuperintendenten der Pommerschen Landeskirche in Schwedisch-Pommern Timotheus Lütkemann verheiratet. Die Tochter Maria Amalia König heiratete dreimal und wurde eine schwedische Handelsvertreterin.
Am 30. Juni 1676 begleitete er als Diakon in Vertretung seines Schwiegervaters, des Archidiakons Matthias Burchardus, zusammen mit dem Prediger der Kieler Heiligengeistkirche Martin Bützer die beiden als Hexen verurteilten Trinke Preetzen und ihren Vater Hinrich Busch zur Hinrichtung. Sie waren die letzten Opfer der Hexenverbrennung in Kiel. Ohne Wahl rückte er nach dem Tod seines Schwiegervaters in das Archidiakonat (2. Pastor) auf. Nach dem Tod des Hauptpastors Joachim Giese, eines Bruders von Augustus Giese, am 16. März 1694 war Wedderkop schließlich bis zu seinem Tod Hauptpastor der Nikolaikirche. In der Kirche befand sich ein Porträt von ihm.
Ein jüngerer Bruder von Gabriel Wedderkop, Henning Wedderkopf, Landgerichtsnotar in Kiel, schenkte der Nikolaikirche 1706 die jetzige Kanzel.

## Sonstiges
In dem deutschen Dokumentarfilm Ein Metjen nahmens Preetzen von Gerald Koll aus dem Jahr 2014 wird Wedderkops Rolle im letzten Hexenprozess in Kiel porträtiert.

## Schriften
- Dissertationes Duae quarum Prior De Scepticismo Profano Et Sacro Praecipue Remonstrantium: Publice ventilata in Illustri Universitate Argentoratensi Posterior De Atheismo Praeprimis Socinianorum. Staedelius, Argentorati 1665
- Der Kinder Gottes Heilsamste Arbeit auff Erden. Richel, Kiel 1689
- Das Herlichste und Heilsamste Christen-Werck/ bestehend In Geistlichen Gottgefälligen Betrachtungen zur Ubung der Gottseligkeit. Richel, Kiel 1689